# Àmbit Galeria d'Art
Àmbit és una galeria d'art de Barcelona fundada el 1985 per Carmina Otero i Josep Maria Benach.
Entre els artistes que han exposat a Àmbit hi ha Agustí Puig, Ricard Vaccaro, Arranz Bravo, Guinovart i Ràfols-Casamada, entre d'altres. Àmbit i Xano Armenter, artista que ha exposat en diverses ocasions a la galeria, reben el 2016 el primer premi del certamen d'art de Vermuts Miró amb l'obra Thinking about Gaudí. També el 2016, la galeria acull A quattro mani, la primera exposició pòstuma de Benet Rossell, amb intervencions seves sobre peces ceràmiques de Paola Masi.